# پل روستای چالکش
پل روستای چالکش مربوط به دوره قاجار است و در شهرستان تنکابن، بخش مرکز‌ی، دهستان گلیجان، روستای چالکش واقع شده و این اثر در تاریخ ۲۶ اسفند ۱۳۸۶ با شمارهٔ ثبت ۲۲۰۴۲ به‌عنوان یکی از آثار ملی ایران به ثبت رسیده است.